# Regina Iossifowna Derijewa

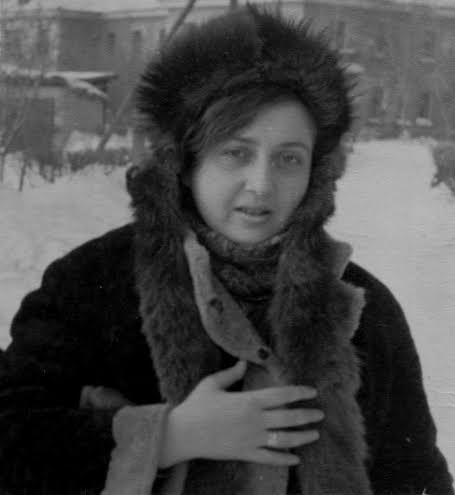
Regina Derijewa (1972)

Regina Iossifowna Derijewa (russisch Реги́на Ио́сифовна Дери́ева, wiss. Transliteration Regina Derieva; * 7. Februar 1949 in Odessa; † 11. Dezember 2013 in Stockholm) war eine russische Dichterin, Übersetzerin und Essayistin. Sie ist auf dem katholischen Friedhof des Norra begravningsplatsen von Solna im Norden von Stockholm beigesetzt.

## Werke (Auswahl)
- Почерк. Alma-Ata: Zhazuchy, 1978.
- Himmelens Geometri. Skellefteå: Norma & Artos, 2003.
- Собрание дорог (Ausgewählte Werke). St. Petersburg: Aletheia, 2005.
- Alien Matter. New York: Spuyten Duyvil, 2005.
- Allt som tolv kejsare inte hunnit säga. Stockholm: Ars Interpres Publications, 2006.
- Oavbrutet svarta bilder. Göteborg: Carl Forsbergs bokförlag, 2007.
- The sum total of violations. UK: Arc Publications, 2009
- Corinthian Copper. Grosse Pointe Farms, MI: Marick Press, 2010.